# Ostroh
Ostroh (em ucraniano:  Остро́г; em russo:  Остро́г, Ostrog; em polonês/polaco:  Ostróg) é uma cidade da Ucrânia, situada no Oblast de Rivne. Tem 10,9 km² de área e sua população em 2020 foi estimada em 15.457 habitantes.